# Sint-Annapolder (Kallo)

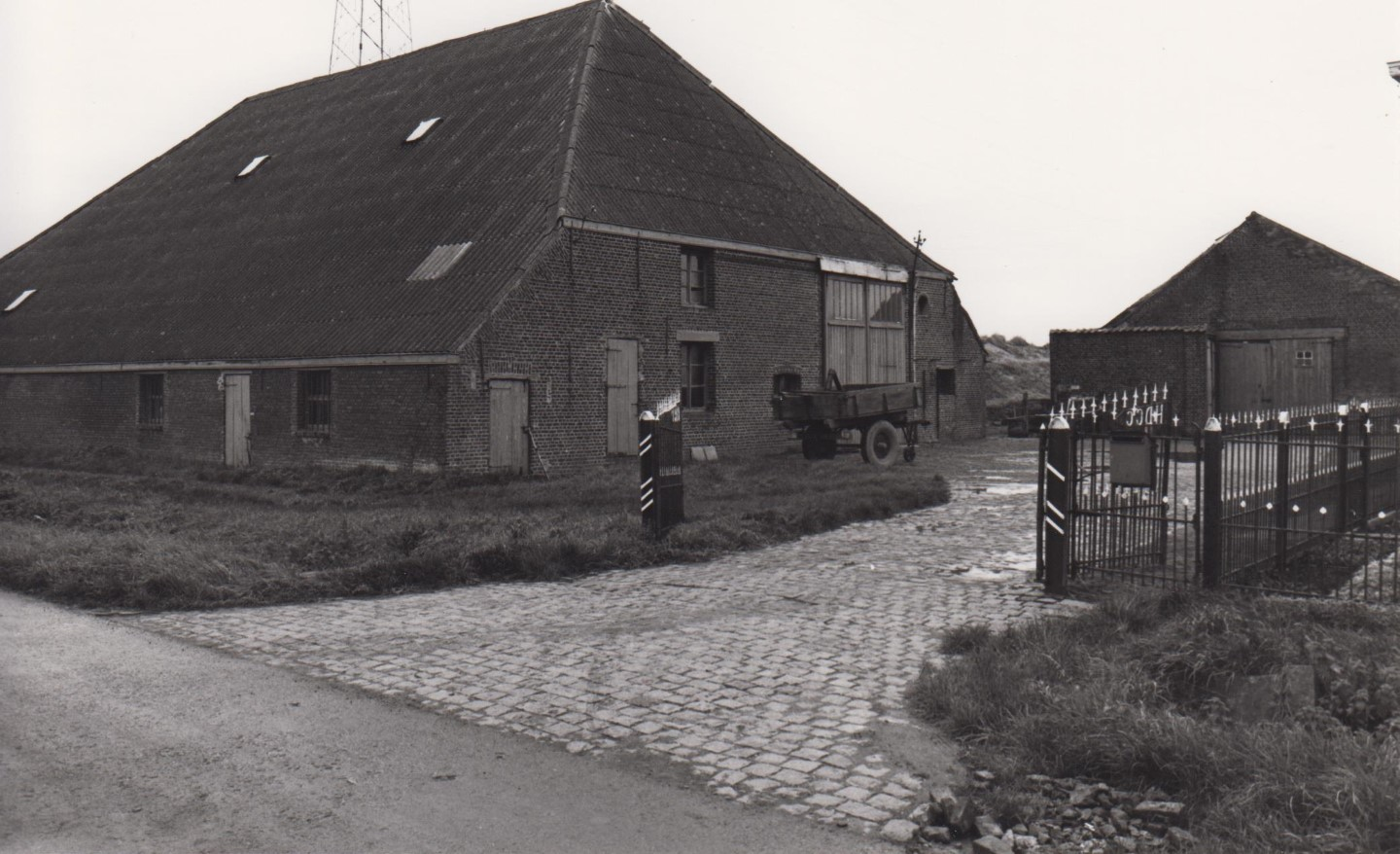
Verdwenen hoeve in de Sint-Annapolder

De Sint-Annapolder was een polder in Kallo, deelgemeente van Beveren in de Belgische provincie Oost-Vlaanderen. De polder lag zo'n drie kilometer ten noorden van het dorpscentrum van Kallo en twee kilometer ten zuiden van Doel, ten zuiden en zuidoosten van het Fort Liefkenshoek aan de Schelde. Het gebied van de verdwenen polder ligt nu in de Waaslandhaven.
In de polder, of langs de dijken op de rand van de polder, lagen gehuchten zoals Oudendijk, Calishoek en Geslecht.

## Geschiedenis
De Sint-Annapolder werd in 1516 bedijkt. De polder besloeg toen het grootste gebied van de latere Sint-Annapolder, en ook gebied van de latere polder van Kallo en een klein oostelijk stukje van de latere Oud-Arenbergpolder.
Bij het Beleg van Antwerpen werden in 1584 diverse dijken doorgestoken waardoor naburige gebieden overstroomden, maar de polders van Doel en Sint-Anna bleven nog gespaard. In april 1585 kregen de Hollanders onder meer Fort Liefkenshoek in handen en werd uiteindelijk ook de Sint-Annapolder onder water gezet.
Het duurde tot 3 augustus 1613 eer er onder de aartshertogen Albrecht en Isabella een octrooi werd verleend om de Sint-Annapolder en de Schor van Ketenisse opnieuw te bedijken. In 1614 werd de polder opnieuw droog gezet.
Bij een zware noordwesten storm op 26 januari 1682 braken meerdere dijken door en onder meer de Polder van Sint-Anna en Ketenisse overstroomden. Later dat jaren werden de dijken hersteld en het gebied weer drooggemaakt. In 1688 was de nieuwe Oud-Arenbergpolder klaar, waartoe een westelijke stukje van de Sint-Annapolder ging behoren.
Toen op 3 maart 1715 een noordwesten storm de sluis bij Fort Liefkenshoek vernielde, liepen de polders van Sint-Anna en Ketenisse en de Kleine Doelpolder weer onder. De polders werden opnieuw ingedijkt. Tijdens de Oostenrijkse Successieoorlog werd de polder weer onder water gezet, maar toch namen de Fransen in 1747 Fort Liefkenshoek in. De Vrede van Aken in 1748 volgde vlug en de polder werd vlug weer drooggezet.
Bij de Franse invallen in de Zuidelijke Nederlanden in 1794 werden de sluizen opengezet om de polders te overstromen, maar deze waren tegen het jaar daarop alweer drooggemaakt. Ook in de eerste jaren van de 19de eeuw werden tijdens de napoleontische oorlogen de polders een paar keer onder water gezet, maar telkens opnieuw drooggemaakt.
Bij de aftocht van de Hollanders na de Belgische_Revolutie in 1830 werden de sluizen bij Fort Liefkenshoek opengezet, en kwam een deel van de polders van Sint-Anna en Ketenisse onderwater. Tijdens de inval van Willem I in augustus 1831 werden de binnendijken doorgestoken en overstroomde volledige polder. Men begon al gauw weer aan de droogmaking, maar het Fort Liefkenshoek was nog in handen van de Hollanders en door aanhoudende vijandigheden bleef men de volgende jaren het gebied meermaals onder water zetten. Het duurde tot 1839 eer de polders van Sint-Anna en Ketenisse weer droog stonden.
Door de groei van de Haven van Antwerpen in de 20ste eeuw, vatte men het plan op om de haven uit te breiden op de linkeroever van de Schelde, in het Waasland. Zo begon met met onteigenen om hier de Waaslandhaven aan te leggen. In de loop van de jaren 70 en 80 verdwenen zo onder meer de Sint-Annapolder en de daarin gelegen gehuchten, hoeves en straten. Het ontpolderd gebied werd opgehoogd en er kwamen fabrieksterreinen te liggen. Het westelijk deel van de Sint-Annapolder verdween in het Deurganckdok.